# Tegillarca bicors
Tegillarca bicors is een tweekleppigensoort uit de familie van de Arcidae. De wetenschappelijke naam van de soort is voor het eerst geldig gepubliceerd in 1845 door Jonas in Philipp.